# Дейли Сити
Дейли Сити (на английски: Daly City) е град в окръг Сан Матео, разположен в района на Санфранциския залив, щата Калифорния, САЩ. Името на града е дадено на бизнесмена и земевладелец Джон Дейли. Дейли Сити е един от малкото градове в континенталната част на САЩ, в който мнозинството от населението е от азиатски произход, като най-големите етноси са филипинци и китайци.

## География
Общата площ на Дейли Сити е 19.60 км2 (7.60 мили2), негови съседни градове са Колма (на юг), Сан Франциско (на север), и др.

## Население
Населението на града през 2008 година е 101 514 души, по-малко спрямо 2000 година когато населението му е било 103 621 души. Дейли сити е най-големият град в окръг Сан Матео, той е единствения с население над 100 000 души в окръга.

### Расов състав
Според преброяването през 2008 година, най-голям дял в града са азиатците 51,1 %, следват 14,7 % бели, 4,56 % черни, и други.

## Личности
- Грег Адамс, тромпетист и музикант от групата Кула на власт
- Сам Рокуелл, актьор